# Квантовий баєсіанізм
Квантовий баєсіанізм (англ. quantum Bayesianism), або КуБізм (англ. QBism), зазвичай трактується як «суб'єктивний метод розрахунку квантової ймовірності за Баєсом», який сформувався у працях Карлтона Кейвса, Крістофера Фукса та Рюдіґера Шака на основі концепцій квантової інформації та баєсівської ймовірності.
Іноді квантовий баєсіанізм розуміють більш широко, трактуючи його як підхід до квантової теорії із використанням баєсівського, або персоналізованого (суб'єктивного) методу розрахунку ймовірностей, що виникають у квантовій теорії. Підхід до квантової теорії, що пов'язаний із іменами Кейвса, Фукса та Шака, носить назву радикальної баєсівської інтерпретації, яка направлена на більш глибоке розуміння сучасної квантової механіки та виведення її тверджень з точки зору інформатики. Нижче під квантовим баєсіанізмом розуміється саме підхід Кейвса — Фукса — Шака.
Квантовий баєсіанізм намагається відповісти на основні питання інтерпретації квантової механіки про природу суперпозиції хвильової функції, нелокальності та квантової заплутаності. Як інтерпретація квантової механіки квантовий баєсіанізм є важливим для філософів науки, оскільки деякі науковці пов'язують концепцію ступеня віри та її використання у квантовому баєсіанізмі з ідеєю антиреалізму у філософії науки.
На технічному рівні квантовий баєсіанізм оперує симетричною, інформаційно повною, невід'ємною операторно-значною мірою (SIC-POVM), що використовується для переозначення квантових станів (як чистих, так і мішаних) як набору ймовірностей, визначених на результатах «стандартного» вимірювання (англ. Bureau of Standards measurement). Іншими словами, якщо можна відобразити матрицю густини у розподіл ймовірностей за результатами експерименту, що описується набором операторів SIC-POVM, то й можна відтворити всі статистичні передбачення (які зазвичай обчислюються за правилом Борна) для матриці густини просто за ймовірностями «спрацювання» відповідного оператора SIC-POVM. Таким чином, правило Борна бере на себе скоріше роль «посередника», що зв'язує один дійсний розподіл ймовірностей із іншим, ніж механізма, що генерує розподіл ймовірностей з чогось суто більш фундаментального. Розвиток квантового баєсіанзіму стимулював інтерес до SIC-POVM, які сьогодні активно використовуються не лише у дослідженнях фундаментальних основ квантової теорії, але в її більш прикладних розділах. Більш того, квантова версія теореми де Фінетті, яку запропонували Кейвс, Фукс і Шак для того, щоб ввести поняття «невідомого квантового стану» до квантового баєсіанізму, знайшла застосування в таких проблемах квантової теорії, як квантовий розподіл ключа і виявлення квантової заплутаності.

## Виноски
1. 1 2  Stairs A. A loose and separate certainty: Caves, Fuchs and Schack on quantum probability one // Studies In History and Philosophy of Science Part B: Studies In History and Philosophy of Modern Physics. — 2011. — Vol. 42, iss. 3. — P. 158-166. Архівовано з джерела 8 Серпня 2017. Процитовано 19 Липня 2015.
2. ↑  Jaeger G. The radical Bayesian interpretation // Entanglement, information, and the interpretation of quantum mechanics. — Springer, 2009. — С. 170-179.
3. ↑  Timpson C. G. Quantum Bayesianism: A study // Studies In History and Philosophy of Science Part B: Studies In History and Philosophy of Modern Physics. — 2008. — Т. 39, вип. 3. — С. 579-609. Архівовано з джерела 4 Березня 2016. Процитовано 19 Липня 2015.
4. ↑  Mermin N. D. Commentary: Quantum mechanics: Fixing the shifty split // Physics Today. — 2012. — Т. 65, вип. 7. — С. 8-10.
5. ↑  Mermin N. D. Measured responses to quantum Bayesianism // Physics Today. — 2012. — Т. 65, вип. 12. — С. 12-15.
6. 1 2  Fuchs C. A., Schack R. A Quantum-Bayesian route to quantum-state space // Foundations of Physics. — 2011. — Т. 41, вип. 3. — С. 345-356. (arXiv: 0912.4252 [Архівовано 20 Січня 2022 у Wayback Machine.])
7. 1 2  Appleby D. M., Ericsson Å., Fuchs C. A. Properties of QBist state spaces // Foundations of Physics. — 2011. — Т. 41, вип. 3. — С. 564-579. (arXiv: 0910.2750 [Архівовано 20 Січня 2022 у Wayback Machine.])
8. ↑  Rosado J. I. Representation of Quantum States as Points in a Probability Simplex Associated to a SIC-POVM // Foundations of Physics. — 2011. — Т. 41, вип. 7. — С. 1200-1213. (arXiv: 1007.0715)
9. 1 2 3  Fuchs C. A., Schlosshauer M., Stacey B. C. My Struggles with the Block Universe // arXiv: 1405.2390. — 2014.
10. ↑  Scott A. J. Tight Informationally Complete Quantum Measurements // Journal of Physics A. — 2006. — Т. 39. — С. 13507. (arXiv: quant-ph/0604049 [Архівовано 31 Травня 2019 у Wayback Machine.])
11. ↑  Wootters W. K., Sussman D. M. Discrete phase space and minimum-uncertainty states // arXiv: 0704.1277. — 2007.
12. ↑  Appleby D. M., Bengtsson I., Brierley S., Grassl M., Gross D., Larsson J.-Å. The monomial representations of the Clifford group // Quantum Information and Computation. — 2012. — Т. 5-6. — С. 404-431. (arXiv: 1102.1268)
13. ↑  Caves C. M., Fuchs C. A., Schack R. Unknown quantum states: the quantum de Finetti representation // Journal of Mathematical Physics. — 2002. — Т. 43. — С. 4537-4559. (arXiv: quant-ph/0104088 [Архівовано 26 Березня 2015 у Wayback Machine.])
14. ↑  Baez J. C. Bayesian Probability Theory and Quantum Mechanics. — 2003. Архівовано з джерела 28 Травня 2020. Процитовано 19 Липня 2015.
15. ↑  Renner R. Security of Quantum Key Distribution (PhD-дисертація, Федеральна вища технічна школа Цюриха) // arXiv: quant-ph/0512258. — 2005.
16. ↑  Doherty A. C., Parillo P. A., Spedalieri F. M. Detecting multipartite entanglement // Phys. Rev. A. — 2005. — Т. 71, вип. 3. — С. 032333. (arXiv: quant-ph/0407143 [Архівовано 27 Липня 2019 у Wayback Machine.])